# Thiré
Thiré est une commune française située dans le département de la Vendée, en région Pays de la Loire.

## Géographie
Le territoire municipal de Thiré s'étend sur 1 160 hectares. L'altitude moyenne de la commune est de 46 mètres, avec des niveaux fluctuant entre 26 et 59 mètres,.
|                | Saint-Juire-Champgillon    | La Chapelle-Thémer |
| Sainte-Hermine | Thiré                      | Saint-Valérien     |
|                | Saint-Étienne-de-Brillouet |                    |

### Climat
Pour des articles plus généraux, voir Climat des Pays de la Loire et Climat de la Vendée.
En 2010, le climat de la commune est de type climat océanique franc, selon une étude du CNRS s'appuyant sur une série de données couvrant la période 1971-2000. En 2020, Météo-France publie une typologie des climats de la France métropolitaine dans laquelle la commune est exposée à un climat océanique et est dans la région climatique Bretagne orientale et méridionale, Pays nantais, Vendée, caractérisée par une faible pluviométrie en été et une bonne insolation.
Pour la période 1971-2000, la température annuelle moyenne est de 12 °C, avec une amplitude thermique annuelle de 14,2 °C. Le cumul annuel moyen de précipitations est de 819 mm, avec 12,7 jours de précipitations en janvier et 6,5 jours en juillet. Pour la période 1991-2020, la température moyenne annuelle observée sur la station météorologique de Météo-France la plus proche, « Sainte Gemme la Plaine_sapc », sur la commune de Sainte-Gemme-la-Plaine à 11 km à vol d'oiseau, est de 13,0 °C et le cumul annuel moyen de précipitations est de 809,1 mm,. Pour l'avenir, les paramètres climatiques de la commune estimés pour 2050 selon différents scénarios d'émission de gaz à effet de serre sont consultables sur un site dédié publié par Météo-France en novembre 2022.

## Urbanisme

### Typologie
Au 1er janvier 2024, Thiré est catégorisée commune rurale à habitat dispersé, selon la nouvelle grille communale de densité à sept niveaux définie par l'Insee en 2022.
Elle est située hors unité urbaine et hors attraction des villes,.

### Occupation des sols
L'occupation des sols de la commune, telle qu'elle ressort de la base de données européenne d’occupation biophysique des sols Corine Land Cover (CLC), est marquée par l'importance des territoires agricoles (93 % en 2018), une proportion sensiblement équivalente à celle de 1990 (93,8 %). La répartition détaillée en 2018 est la suivante : 
terres arables (88,5 %), zones urbanisées (7 %), prairies (4,4 %). L'évolution de l’occupation des sols de la commune et de ses infrastructures peut être observée sur les différentes représentations cartographiques du territoire : la carte de Cassini (XVIIIe siècle), la carte d'état-major (1820-1866) et les cartes ou photos aériennes de l'IGN pour la période actuelle (1950 à aujourd'hui).

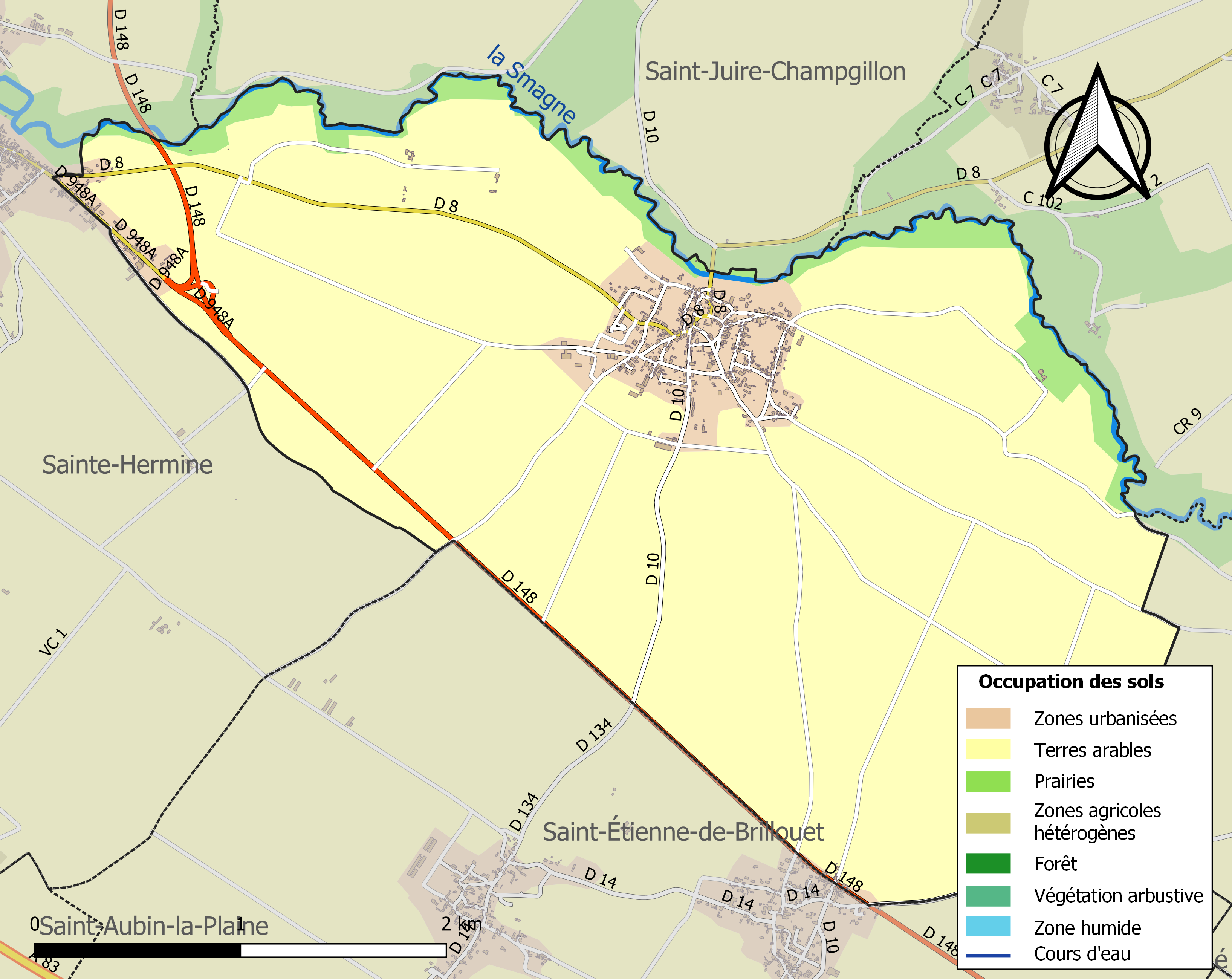
Carte des infrastructures et de l'occupation des sols de la commune en 2018 (CLC).

## Politique et administration

### Liste des maires
| Période                                  | Période   | Identité          | Étiquette | Qualité  |
| ---------------------------------------- | --------- | ----------------- | --------- | -------- |
| avant 1995                               | ?         | Yves Robin        | DVD       |          |
| mars 2001                                | mars 2014 | Athanase Maitre,  |           | retraité |
| mars 2014                                | En cours  | Catherine Denferd |           |          |
| Les données manquantes sont à compléter. |           |                   |           |          |

## Population et société

### Démographie

#### Évolution démographique
L'évolution du nombre d'habitants est connue à travers les recensements de la population effectués dans la commune depuis 1793. Pour les communes de moins de 10 000 habitants, une enquête de recensement portant sur toute la population est réalisée tous les cinq ans, les populations de référence des années intermédiaires étant quant à elles estimées par interpolation ou extrapolation. Pour la commune, le premier recensement exhaustif entrant dans le cadre du nouveau dispositif a été réalisé en 2005.

En 2022, la commune comptait 538 habitants, en évolution de −5,61 % par rapport à 2016 (Vendée : +5,33 %, France hors Mayotte : +2,11 %).
| 1793 | 1800 | 1806 | 1821 | 1831 | 1836 | 1841 | 1846 | 1851 |
| ---- | ---- | ---- | ---- | ---- | ---- | ---- | ---- | ---- |
| 545  | 570  | 586  | 760  | 790  | 802  | 827  | 807  | 744  |

| 1856 | 1861 | 1866 | 1872 | 1876 | 1881 | 1886 | 1891 | 1896 |
| ---- | ---- | ---- | ---- | ---- | ---- | ---- | ---- | ---- |
| 762  | 730  | 746  | 713  | 673  | 644  | 635  | 672  | 661  |

| 1901 | 1906 | 1911 | 1921 | 1926 | 1931 | 1936 | 1946 | 1954 |
| ---- | ---- | ---- | ---- | ---- | ---- | ---- | ---- | ---- |
| 663  | 601  | 571  | 548  | 559  | 558  | 543  | 580  | 565  |

| 1962 | 1968 | 1975 | 1982 | 1990 | 1999 | 2005 | 2006 | 2010 |
| ---- | ---- | ---- | ---- | ---- | ---- | ---- | ---- | ---- |
| 523  | 503  | 448  | 452  | 446  | 418  | 510  | 524  | 563  |

| 2015 | 2020 | 2022 | - | - | - | - | - | - |
| ---- | ---- | ---- | - | - | - | - | - | - |
| 567  | 544  | 538  | - | - | - | - | - | - |

#### Pyramide des âges
En 2018, le taux de personnes d'un âge inférieur à 30 ans s'élève à 30,2 %, soit en dessous de la moyenne départementale (31,6 %). À l'inverse, le taux de personnes d'âge supérieur à 60 ans est de 31,8 % la même année, alors qu'il est de 31,0 % au niveau départemental.
En 2018, la commune comptait 287 hommes pour 274 femmes, soit un taux de 51,16 % d'hommes, largement supérieur au taux départemental (48,84 %).
Les pyramides des âges de la commune et du département s'établissent comme suit.
| Hommes | Classe d’âge | Femmes |
| ------ | ------------ | ------ |
| 0,4    | 90 ou +      | 0,4    |
| 8,3    | 75-89 ans    | 7,9    |
| 21,6   | 60-74 ans    | 25,2   |
| 24,8   | 45-59 ans    | 18,4   |
| 13,3   | 30-44 ans    | 19,5   |
| 12,2   | 15-29 ans    | 10,5   |
| 19,4   | 0-14 ans     | 18,0   |

| Hommes | Classe d’âge | Femmes |
| ------ | ------------ | ------ |
| 0,8    | 90 ou +      | 2,2    |
| 8,7    | 75-89 ans    | 11,1   |
| 20,3   | 60-74 ans    | 21,3   |
| 20     | 45-59 ans    | 19,4   |
| 17,5   | 30-44 ans    | 16,8   |
| 15     | 15-29 ans    | 13,2   |
| 17,7   | 0-14 ans     | 16,1   |

## Lieux et monuments
La commune compte trois monuments historiques :
- l'église Saint-Pierre, inscrite par arrêté du 9 mars 1927[21] ;
- le manoir (XVIIe siècle) et les jardins du Bâtiment, inscrits par arrêtés du 9 décembre 1985 et du 21 juin 2007[22] ;
- dolmen de Pierre-Folle classé par arrêté du 4 janvier 1968[23].

En centre-bourg, on trouve aussi une fontaine de belle facture, édifiée au XIXe siècle.

## Personnalités liées à la commune
- Le chef d'orchestre William Christie habite dans la commune, aux Jardins du Bâtiment, où une fête de la musique sera inaugurée en 2012. Il s'agit de concerts publics, rassemblant de jeunes chanteurs ainsi que des étudiants[24].

## Pour approfondir